# پردراگ کویتانوویچ
پردراگ کویتانوویچ (انگلیسی: Predrag Cvitanović؛ زاده ۱ آوریل ۱۹۴۶) یک دانشمند در زمینه فیزیک‌دان است. 